# Mont-Saint-Sulpice
Mont-Saint-Sulpice är en kommun i departementet Yonne i regionen Bourgogne-Franche-Comté i norra Frankrike. Kommunen ligger i kantonen Seignelay som tillhör arrondissementet Auxerre. År 2022 hade Mont-Saint-Sulpice 783 invånare.

## Befolkningsutveckling
Antalet invånare i kommunen Mont-Saint-Sulpice
| Referens: INSEE |